# Boletín Oficial del Registro Mercantil

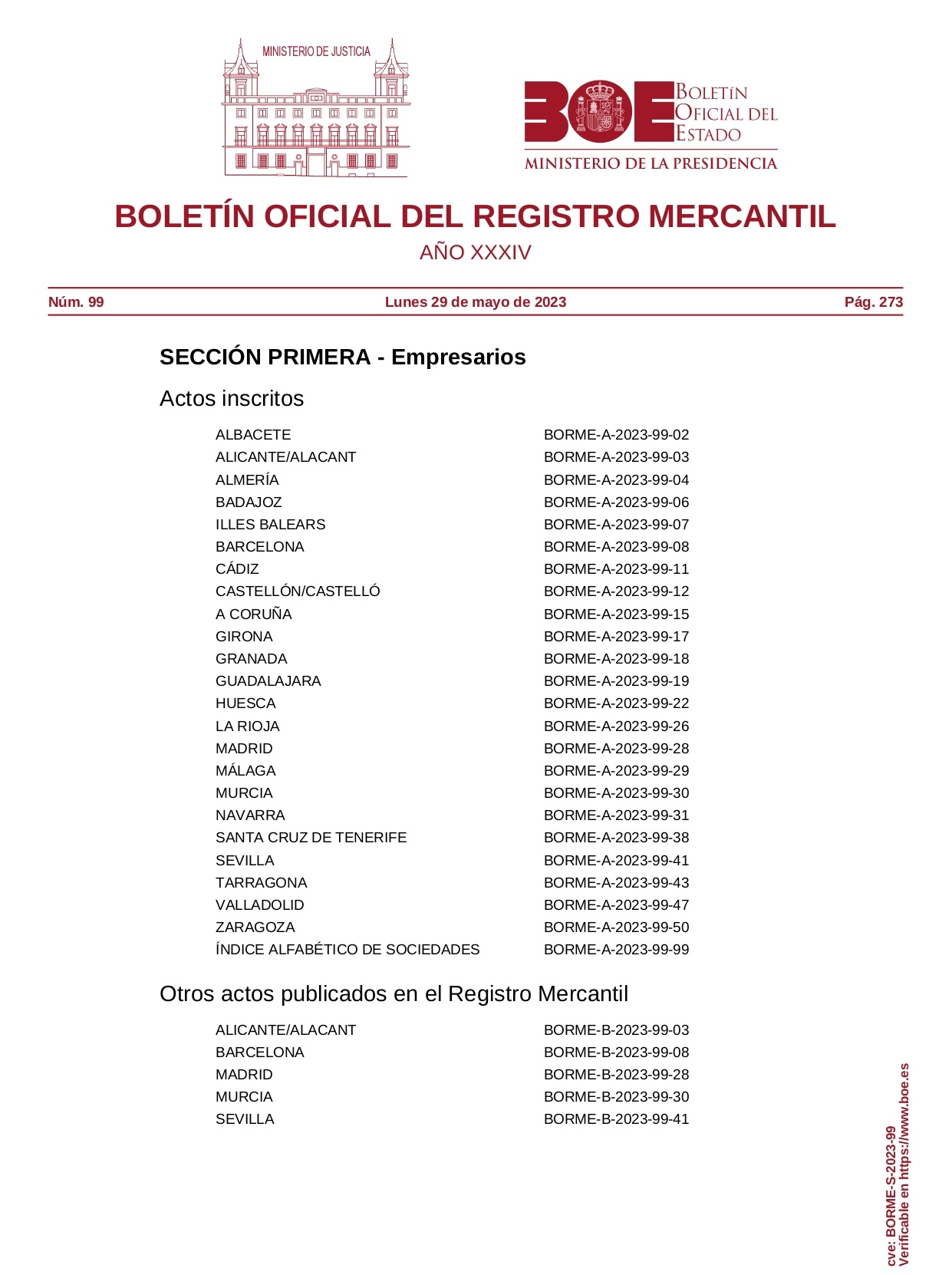
Portada del BORME. 2023.

El Boletín Oficial del Registro Mercantil, también conocido por su acrónimo BORME, es el diario oficial de publicidad del Registro Mercantil de España para los actos jurídicos que por disposición legal deben darse a conocimiento público. 
La edición, impresión, publicación y difusión del BORME están a cargo de la Agencia Estatal Boletín Oficial del Estado. Ello, tanto respecto de la edición impresa como de la edición digital o electrónica. 
Ambas ediciones —impresa y electrónica— se encuentran reguladas por el Real Decreto 1979/2008, del 28 de noviembre. Entre sus puntos principales, la norma dispone que la edición electrónica tiene los mismos efectos legales que los atribuidos a la edición impresa. Asimismo, instituye un régimen generoso de consulta y accesibilidad por parte de la ciudadanía, garantizando el acceso universal y gratuito a la edición electrónica.

## Estructura y Contenidos
Los contenidos de la edición digital del Boletín Oficial del Registro Mercantil se organizan en las siguientes secciones y apartados:
- Sección Primera: Empresarios - Actos inscritos

Bajo el apartado de Empresarios - Actos inscritos, se incluyen actos jurídicos tales como la constitución de empresas y nombramientos, reelecciones y ceses de administradores. 
Los actos jurídicos contenidos en la Sección Primera se publican clasificados en bloques, existiendo uno por cada provincia. El orden de los bloques es el de los códigos postales de cada una de las provincias.
- Sección Segunda: Anuncios y avisos legales

Se subdivide en los siguientes apartados: 
- Anuncios del Registro Mercantil Central
- Aumento de capital
- Balances
- Cesión de empresas
- Convocatorias de Juntas
- Declaraciones de insolvencia
- Disolución de empresas
- Escisión de empresas
- Fusiones y absorciones de empresas
- Otros anuncios y avisos legales
- Pérdida de certificación
- Reactivación de empresas
- Reducción de capital
- Transformación de empresas

Las publicaciones de la Sección Segunda sigue el orden alfabético de la denominación de las empresas.